# Marcel Bleibtreu
Pour les articles homonymes, voir Bleibtreu.
Marcel Bleibtreu, né le 26 août 1918 à Marseille et mort le 25 décembre 2001, est un syndicaliste français. Il est à partir de 1953 (année de la scission de la IVe Internationale fondée quinze ans plus tôt sous l'égide de Léon Trotski) l'un des principaux dirigeants du mouvement trotskiste international.

## Biographie
Marcel Bleibtreu est né à Marseille car sa  famille parisienne s'est réfugiée en province pour fuir les bombardements. Son père est dreyfusard, membre de la Ligue des droits de l'homme. Marcel est lycéen au lycée Condorcet. Militant trotskiste dès 1934, il rejoint les Étudiants socialistes et la section socialiste d’Asnières où il milite aux côtés de Rigal (Louis Rigaudias) et de David Rousset. Parallèlement il étudie la médecine à Paris. Mobilisé en 1939, il est rendu à la vie civile en septembre 1940. Il rejoint Marseille et, avec Elio Gabaï, Georgette Gabaï et Sylvain Itkine crée une coopérative ouvrière de production le « Croque fruit » servant de couverture a l’action clandestine révolutionnaire, jusqu’à l’entrée des troupes allemandes en zone sud.
Poursuivant ses études de médecine Il obtient son diplôme en 1947 et se spécialise en pédiatrie. Marcel Bleibtreu se marie le 12 janvier 1946 à Paris avec  Amélie Bunle (belle-fille de Jean Zyromski), institutrice puis professeur de mathématique, militante syndicaliste de l’École émancipée. Le couple aura trois enfants, Jacques, Pierre et Françoise.
Marcel Bleibtreu est, de 1946 à 1954, un des dirigeants du PCI et s'occupe surtout de son hebdomadaire, La Vérité.

## La scission de la IVeInternationale

Logo de la 4e Internationale.

Après la guerre, la majorité du PCI dirigée par Marcel Bleibtreu, Michel Lequenne et Pierre Lambert refuse en 1953 les thèses du secrétaire de la IVe internationale, Michel Pablo. Par la suite Lambert se retourna contre Bleibtreu, qui fut exclu du PCI, malgré le rôle qu’il avait joué dans la lutte contre les thèses de Pablo.
Marcel Bleibtreu dirige successivement les revues Trotskysme (1955-1956), Tribune marxiste (1957-1960), La Nouvelle Revue marxiste (1961) et L'Action (1963). Il milite dans la Nouvelle Gauche (1956) qui se fond en 1957 dans l'Union de la gauche socialiste (UGS) puis le Parti socialiste unifié (PSU) en 1960. Il y dirige la tendance « socialiste-révolutionnaire » et siège au bureau politique national jusqu'en 1963. Il quitte le PSU en 1964 et reste militant, mais en dehors des organisations. Médecin pédiatre, il s'engage aussi en faveur de la Protection maternelle et infantile.

## Archives
- Inventaire du fonds Marcel Bleibtreu conservé à La contemporaine.